# Juan Rivas
Juan Gabriel Rivas (Santa Fe, 14 agosto 1992) è un calciatore argentino, centrocampista svincolato.

## Caratteristiche tecniche
È un trequartista.

## Carriera
Cresciuto nelle giovanili dell'Unión de Santa Fe, debutta in prima squadra il 20 febbraio 2010 subentrando a Renzo Vera al 71' del match vinto per 3-0 contro l'Independiente Rivadavia.
Per la stagione 2012-2013 viene ceduto in prestito dal Deportivo Merlo.
Rientrato dal prestito, viene confermato per la rosa dell'annata successiva. Segna la sua prima rete il 22 settembre 2012, fissando il punteggio sul definitivo 3-0 contro l'Huracán.